# Obersturmführer

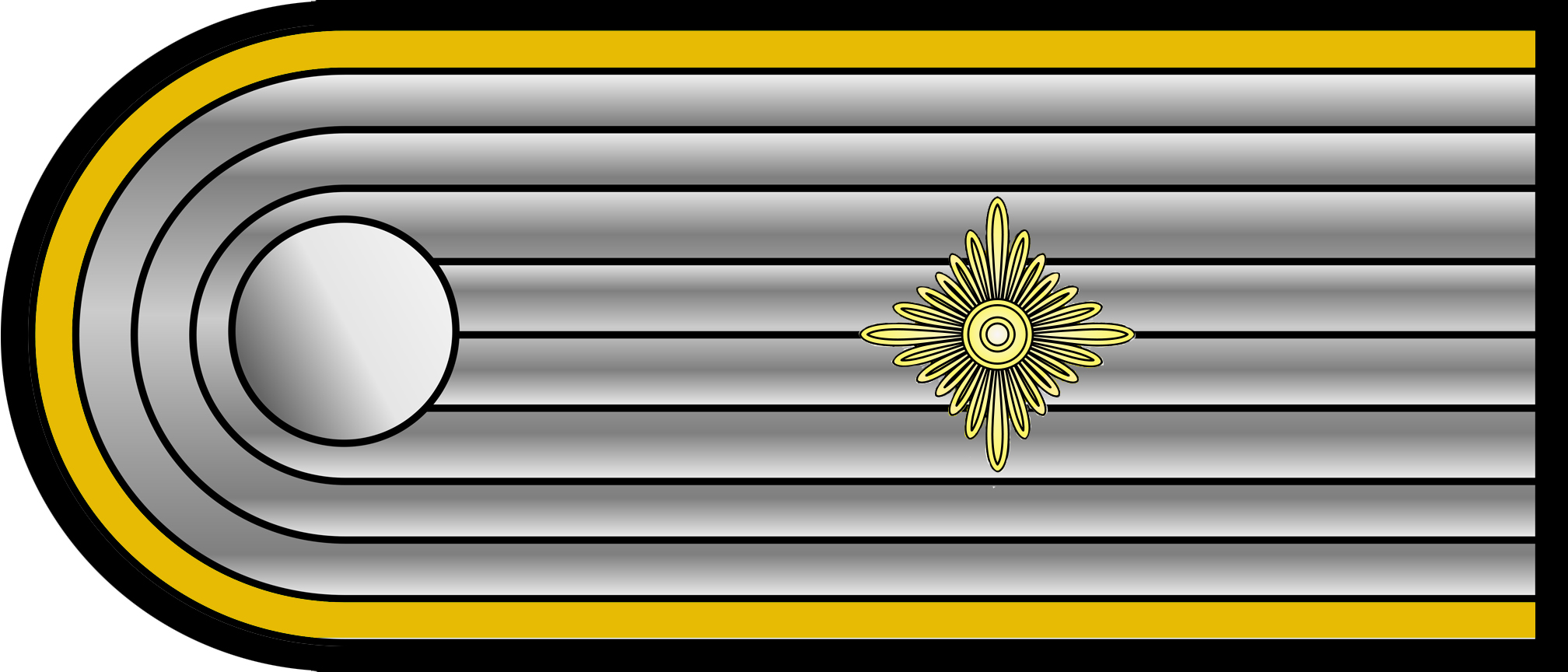
Galón de SS-obersturmführer.

emblema de cuello para un obersturmführer de la SS.

Obersturmführer era un grado militar de las SS
- Equivalente en el Heer : oberleutnant
- Equivalente en el ejército español: teniente.

## Historia
- El grado de obersturmführer se creó en mayo de 1933 como rango paramilitar del partido nazi, y posteriormente tuvo carácter de rango militar. Fue considerado como equivalente al de teniente u oberleutnant en el Heer.

- El grado de obersturmführer se utilizó para designar varias funciones o misiones, como las de algunos dirigentes de la Gestapo destinados a puestos en campos de concentración nazis, o que mandaban pelotones de las Waffen-SS.

- Este rango era superior al de untersturmführer (subteniente) en países de América, y alférez en España.

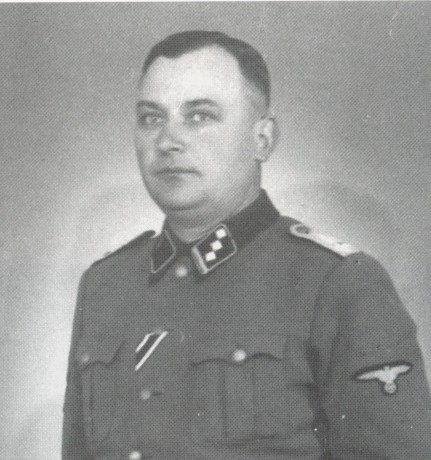
Richard Thomalla, oficial de las SS con grado de obersturmführer.